# 湯布院町

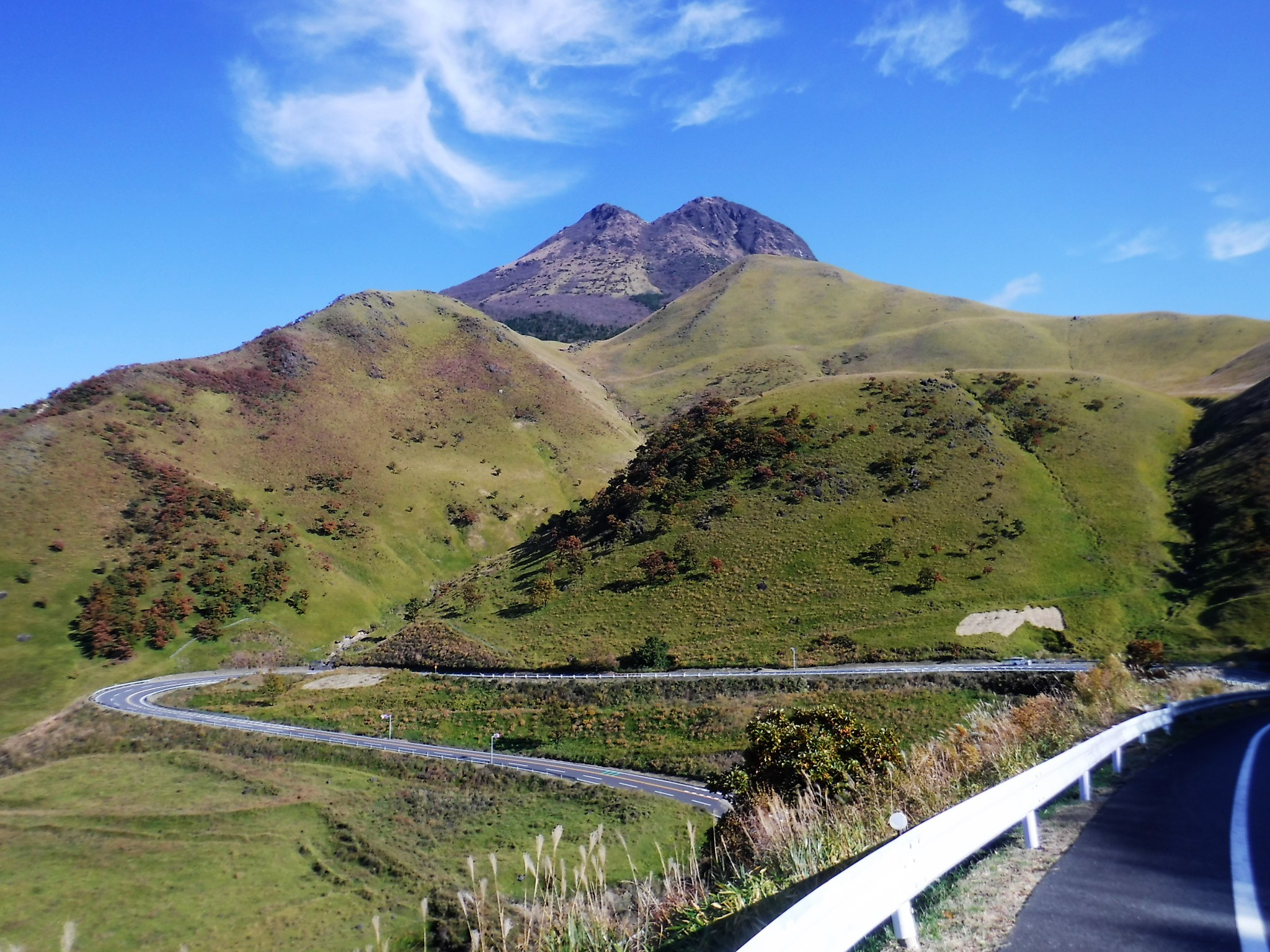
湯布院町側から見た由布岳。右手前の峰は飯盛ヶ城。手前の道は県道11号線

湯布院町（ゆふいんちょう）は、大分県のほぼ中央に位置し、大分郡に属していた町である。町内に3箇所の温泉地がある。
2005年10月1日に郡内の挾間町、庄内町と合併し、由布市（ゆふし）となり自治体としては消滅した。現在「湯布院町」という地名は、旧町域にある大字の頭に付く形で残っている。

## 地理
- 山：由布岳
- 湖沼：金鱗湖、山下湖

## 歴史
- 1955年（昭和30年）2月1日 - 由布院町と湯平村が合併し、湯布院町が発足。両者の文字を取り入れた町名となった。
- 1966年（昭和41年）10月25日 - 昭和天皇、香淳皇后が第21回国民体育大会に合わせて県内を行幸啓。町内の湯布院駐屯地、湯布院青少年スポーツセンターなどを訪問[1]。
- 2005年（平成17年）10月1日 - 挾間町・庄内町と合併し、由布市となり消滅。

### 町名について
町名とインターチェンジは「湯布院」であるが、駅名と温泉名は「由布院」である。なお、国民保養温泉地の名称は「湯布院温泉」である（湯布院町の温泉の意で、由布院温泉の他に湯平温泉と塚原温泉も含む）。

## 行政
町長
- 岩男頴一（初代）
- 佐藤哲紹（2003年から）

## 地域

### 教育

#### 小中学校
- 湯布院町立湯布院中学校
- 湯布院町立由布院小学校
- 湯布院町立塚原小学校
- 湯布院町立湯平小学校
- 湯布院町立川西小学校

## 交通
空港は大分空港が最寄り。

### 鉄道
- JR九州
  - 久大本線
    - 由布院駅 - 南由布駅 - 湯平駅

※中心駅は由布院駅。

### 道路
高速道路
- 大分自動車道湯布院インターチェンジ

一般国道
- 国道210号
  - 道の駅ゆふいん

主要地方道
- 大分県道11号別府一の宮線（やまなみハイウェイ）
- 大分県道50号安心院湯布院線

### 高速バス
- ゆふいん号：福岡市・福岡空港 - 由布院
- とよのくに号：福岡市 - 湯布院バスストップ（湯布院インターチェンジ） - 大分市
- サンライト号：長崎市 - 湯布院バスストップ（湯布院インターチェンジ） - 大分市

## 名所・旧跡・観光スポット・祭事・催事

### 観光

#### 温泉地
歓楽街を廃した町並みは「東の軽井沢、西の湯布院」といわれ、女性に人気がある。同じ温泉の町でも、歓楽街が多く、夜に賑わいをみせる別府市とは対照的な印象である。他の温泉地に見受けられる、規模の大きい旅館が存在しないのもこの町の特徴である。
- 由布院温泉
- 湯平温泉
- 塚原温泉

#### その他の観光スポット
町内に数多くある小規模美術館
- 九州自動車歴史館
- 由布院二輪車博物館
- 狭霧台
- 蛇越展望台

#### 催事
- ゆふいん音楽祭（7月）
- 湯布院映画祭（8月）
- 豊穣祭り（8月）
- 牛喰い絶叫大会（10月）

## 電気
湯平村には電燈会社があった。1911年（明治44年）5月事業許可を受け、10月に湯平水力電気を設立。湯平川に水力発電所を建設し、1912年（大正元年）12月に事業開始した。送電区域は湯平村、北湯布村、南湯布村。1913年（大正2年）9月に大分水力電気に合併される。